# Tomás Pinto Brandão
Tomás Pinto Brandão (Porto, Portugal, 1664 - 1743) foi um poeta português, amigo de Gregório de Matos.

## Biografia

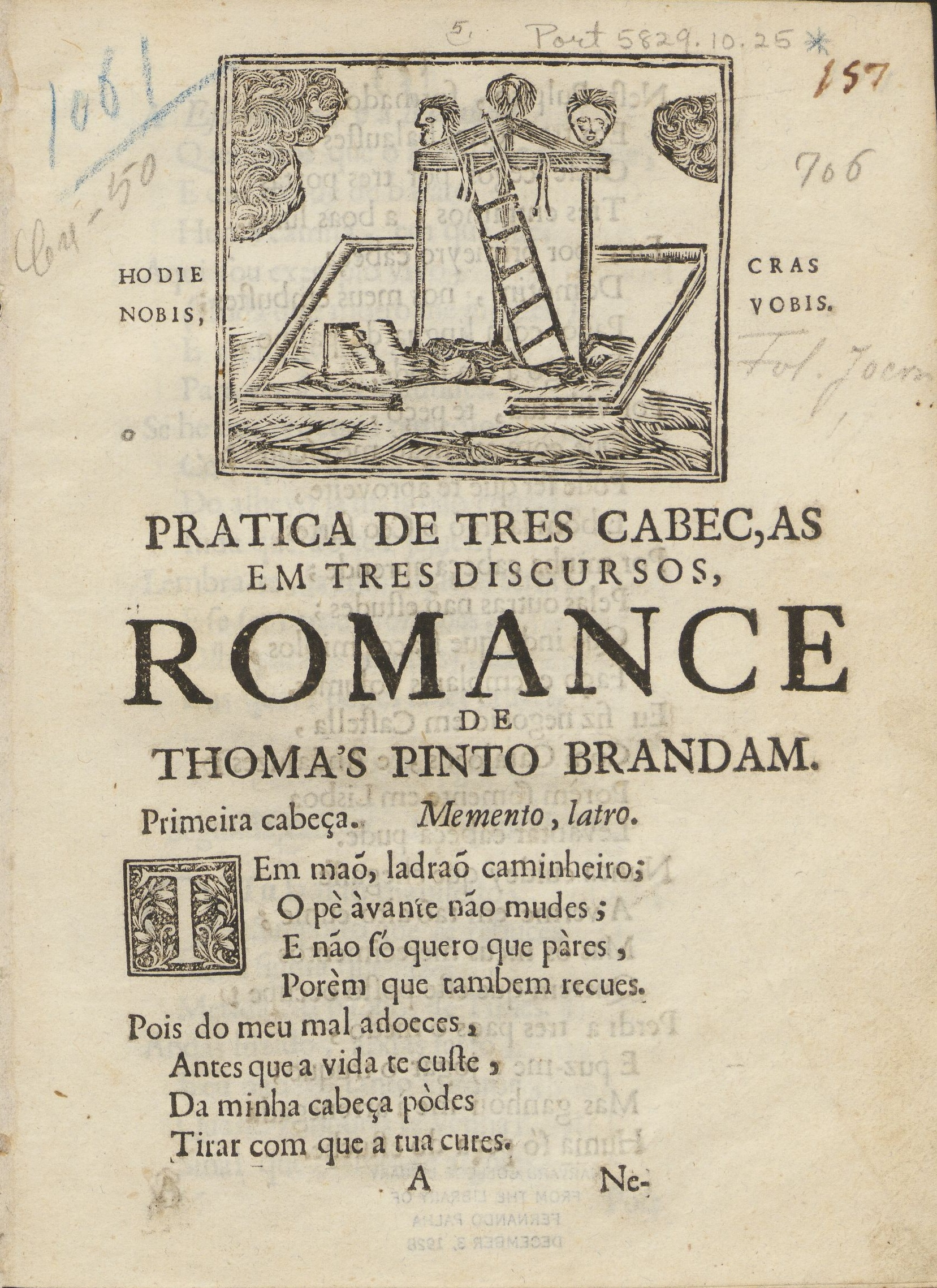
Pratica de tres cabeças em tres discursos, romance, 1729

Partiu para o Brasil na companhia do poeta e amigo Gregório de Matos e aí, devido à sua irreverência em matéria de religião, foi preso. Condenado ao degredo em Angola, apaixonou-se pela sobrinha de uma rainha africana. Mais tarde casou, mas foi vítima de um processo movido pela sogra, situação que utilizou de forma satírica para escrever um soneto no mais puro estilo barroco. O seu regresso a Portugal ficou marcado por uma nova condenação e prisão. Conseguiu livrar-se dessa situação graças ao apoio de alguns fidalgos que apreciavam as suas sátiras. Na sua autobiografia burlesca em verso, Vida e Morte de Tomás Pinto Brandão, Escrita por Ele Mesmo Semivivo, relata os pormenores das suas aventuras pelo Brasil e por África, ao mesmo tempo que dá uma imagem curiosa e interessante do Portugal da época. Publicou também uma recolha da sua poesia satírica, O Pinto Renascido Empenado e Desempenado - Primeiro Voo (1732), em que está incluído um romance em verso sobre Dom Quixote.
Foi um dos maiores críticos de Bartolomeu Lourenço de Gusmão, tendo sido ele quem alcunhou de Passarola o projeto fantasioso de um navio voador divulgado em princípios de 1709 por Gusmão e Joaquim Francisco de Sá Almeida e Menezes. 